# Curcuma rhabdota
Curcuma rhabdota là một loài thực vật có hoa trong họ Gừng. Loài này được Sirirugsa Phuangpen và Mark Fleming Newman mô tả khoa học đầu tiên năm 2000. Tên gọi bằng tiếng Anh của nó là candy cane.

## Phân bố
Loài này có tại Campuchia, miền nam Lào (Khu bảo tồn Quốc gia Phou Xiang Thong), miền đông Thái Lan. Môi trường sống là ven suối trong các khu rừng lá sớm rụng và bán sớm rụng, ở cao độ đến 500 m. Nó có thể lai tạp trong tự nhiên với các loài khác từ phân chi Hitcheniopsis của chi Curcuma khi phát triển cùng khu vực hoặc trong vùng chồng lấn.

## Mô tả
Ruột thân rễ màu nâu nhạt. Lá bắc hình trứng, đỉnh thuôn tròn, đường theo chiều dọc màu đỏ sẫm hoặc nâu ánh đỏ, xem kẽ với sọc màu lục nhạt. Lá bắc mào màu trắng với sọc theo chiều dọc màu đỏ sẫm hoặc nâu ánh đỏ. Nhị lép hình trứng ngược, đỉnh thuôn tròn, màu tía với đường màu đỏ ở rìa đáy. Cánh môi hình elip, rìa gập nếp xuống, màu tía với đường màu đỏ ở rìa đáy.

## Sử dụng
Được bán làm cây cảnh cũng như xuất khẩu ra thị trường quốc tế.